# Zádruha
Zádruha (též kuča) je právní institut vyskytující se u jihoslovanů v novověku, který spočívá v majetkovém společenství několika příbuzensky blízkých selských rodin. Jde tedy o širší rodinu, která vlastní a spravuje společný majetek pod vedením jednoho člena, který ji zastupuje navenek.
Zvláštní místo zádruha zaujímá v (nejen) české historiografii týkající se předhistorického společenského uspořádání u Slovanů. Již Josef Ladislav Píč hledal zádruhu u Slováků a na Podkarpatské Rusi. Skutečný vědecký spor o zádruhu vyvolaly závěry profesora slovanského práva Karla Kadlece publikované roku 1898 pod názvem Rodinný nedíl čili zádruha v právu slovanském. Kadlec považoval rodové majetkové společenství za původní specifikum slovanského práva. Proti tomu nejrázněji vystoupil Jan Peisker, který dokazoval, že jihoslovanská zádruha vznikla až mnohem později vlivem převzetí byzantského berního systému, kdy se daně odváděly z každé „kuči“. Do sporu promluvili i další historici, například Josef Pekař, kteří staré rodové společenství předpokládali jako obecnější jev, nikoli slovanské specifikum. Spor se pak vedl ještě o to, zda to byl jev všeobecně se vyskytující a tedy lze například automaticky předpokládat, že se uplatňoval i na českém území.
Spor o zádruhu zapadá do širšího vývoje pojetí historiografie. Moderní české dějepisectví vzniklo dílem Františka Palackého, který v romantickém duchu vycházejícím z Herderovy filosofie vykresluje mírnou („holubičí“) a demokratickou slovanskou povahu starých Čechů. Panovala tak představa patriarchálně spravované společnosti rovnoprávných zemědělců, která byla dávána do kontrastu s tou germánskou, která se měla vyznačovat pánovitými vůdci bojovné povahy, kde se majetek koncentruje na principu prvorozenosti. Podobnou představu názorně ilustruje už Rukopis zelenohorský, který líčí Libušin soud mezi Šťahlavem, obhajujícím slovanské sdílení majetku v rodině, a Chrudošem, který chce zdědit celý majetek po germánském způsobu.